# Phyllobrostis eremitella
Phyllobrostis eremitella is een vlinder uit de familie sneeuwmotten (Lyonetiidae). De wetenschappelijke naam is voor het eerst geldig gepubliceerd in 1912 door Joannis.
De soort komt voor in Europa.